# Fighting Force 2
Fighting Force 2 è un videogioco picchiaduro a scorrimento sviluppato da Core Design e pubblicato da Eidos Interactive per le console PlayStation e Dreamcast nel 1999 come seguito di Fighting Force.
Fighting Force 2 è stato inoltre distribuito per PlayStation 3 e PlayStation Portable tramite PlayStation Network, disponibile in Europa dal 19 ottobre 2011.

## Trama
Ambientato in un futuro non molto lontano, la clonazione umana è diventata una realtà ma è stata vietata dal trattato internazionale. La Knackmiche Corporation è sospettata di esperimenti clandestini e il mercenario Hawk Manson viene inviato in missione segreta per indagare.

## Modalità di gioco
Fighting Force 2 presenta l'utilizzo del combattimento corpo a corpo e delle armi proprio come nel gioco originale, ma non include il supporto multigiocatore. Sebbene siano presenti più armi e livelli di maggiori dimensioni rispetto al suo predecessore, il sequel include un solo personaggio giocabile ovvero Hawk Manson. La prima importante differenza rispetto al primo capitolo è la differenza del gameplay, infatti adesso è un ibrido tra il genere picchiaduro e l'avventura. Per affrontare i nemici si potrà contare su un maggior numero di armi, oltre ai classici calci e pugni. Oltre a quelle introdotte in passato ora sono disponibili anche granate, fucili da cecchino, fucili a canne mozze, machete e molte altre. Il gioco è composto da nove livelli decisamente più lunghi rispetto al primo gioco e si possono salvare i progressi quando si supera uno di questi. 

## Accoglienza
| Testata                           | Versione | Giudizio |
| --------------------------------- | -------- | -------- |
| GameRankings (media al 5-05-2019) | DC       | 50%      |
| GameRankings (media al 5-05-2019) | PS       | 54%      |
| AllGame                           | DC       | [ 9 ]    |
| AllGame                           | PS       | [ 10 ]   |
| Edge                              | DC       | 4/10     |
| EGM                               | DC       | 3.375/10 |
| EGM                               | PS       | 4/10     |
| Game Informer                     | DC       | 5.25/10  |
| Game Informer                     | PS       | 5.5/10   |
| GameFan                           | PS       | 73%      |
| GamePro                           | DC       | [ 17 ]   |
| GamePro                           | PS       | [ 18 ]   |
| GameRevolution                    | DC       | D        |
| GameRevolution                    | PS       | D        |
| GameSpot                          | DC       | 3.5/10   |
| GameSpot                          | PS       | 3.6/10   |
| GameSpy                           | DC       | 4/10     |
| IGN                               | DC       | 3.6/10   |
| IGN                               | PS       | 3/10     |
| Next Generation                   | DC       | [ 26 ]   |
| Next Generation                   | PS       | [ 27 ]   |
| OPM (USA)                         | PS       | [ 28 ]   |

A differenza del suo predecessore che ha ricevuto alcune recensioni decenti, Fighting Force 2 non ha avuto molto successo e ha ricevuto recensioni contrastanti su entrambe le piattaforme secondo il sito web aggregatore di recensioni GameRankings. Cal Nguyen di AllGame recensì la versione per Dreamcast e affermò che questo sequel non rendeva giustizia all'originale e per gli appassionati di azione e avventura, la noia sarebbe aumentata dopo aver giocato per alcune ore, sostenendo che era tranquillamente sottovalutabile. Damien Thorpe del medesimo sito trattò invece quella per PlayStation lodando la grafica che però da sola non poteva rendere un gioco eccezionale. Fighting Force 2 eccelleva in questo reparto ma era carente in tutti gli altri. I controlli erano imprecisi, i nemici scarsi e facili da sconfiggere e non vi era nulla di intrigante nel protagonista o nella sua missione. Il gameplay stesso era semplicemente troppo scarno e ciò lo rendeva un gioco superficiale che sembrava avere del potenziale. Secondo Thorpe voleva essere un gioco di avventura ricco di azione, ma alla fine finiva per diventare un picchiaduro troppo lungo senza nulla di nuovo da offrire. Game Informer parlando della versione per DC affermò che i combattimenti erano noiosi, le missioni stupide e un sistema di inventario esasperante. All'apparenza poteva sembrare attraente ma lasciava subito con l'amaro in bocca. La medesima testata trattò anche la versione PS1 sostenendo che Core ha cercato di creare un'esperienza più complicata e approfondita rispetto al primo capitolo inserendo un sistema basato sulle missioni ma rimaneva comunque un picchiaduro semplicistico.
Un redattore di GameFan rimase deluso da questo seguito, trovando orribile il design dei nemici, la grafica scadente e il gioco semplicemente noioso lo hanno forse reso la più grande delusione della storia di PlayStation. Il problema più grande di Fighting Force 2 è che non faceva mai niente di più del suo predecessore di due anni più grande. Nonostante diverse somiglianze, il gioco offriva alcuni spunti interessanti e poteva essere leggermente apprezzato come un brutto film d'azione. Proprio come Tomorrow Never Dies di EA, il titolo finiva per sembrare disordinato, cercando di combinare l'azione con la furbizia degli sparatutto e premiando i giocatori che voglio eliminare enormi gruppi di nemici invece di tendergli degli agguati in eventuali fasi stealth. Rispetto a titoli come Metal Gear Solid, Operation Winback e Tenchu, che eccellevano in questo settore, Fighting Force 2 ne era completamente sprovvisto e ciò rovinava parte dell'esperienza. L'IA dei nemici era talmente lenta e stupida che il giocatore sarebbe stato costretto a sconfiggerli impiegando raffiche di calci e pugni e se i primi venti minuti potevano rivelarsi divertenti, questa mancanza di azione basata sull'abilità si rivelava noiosa. Presentava una grafica incredibile ma a parte questo era un gioco altrettanto povero di contenuti. I fantastici effetti di luce, il character design e i livelli ben progettati non aiutavano a rendere l'esperienza divertente e perciò si tramutava in una grande delusione. Alla fine il redattore lo consigliò unicamente agli amanti dei picchiaduro d'azione a cui non interessava la profondità o l'originalità. GamePro trattò la versione DC sostenendo che se fosse stato sviluppato con una maggiore attenzione, sarebbe stato più appagante mentre parlando di quella per PS1 ritenne che non era un buon sequel di Fighting Force e se si cercava di meglio dello stesso genere allora si poteva puntare sui primi due capitoli di Syphon Filter. GameRevolution concordò per entrambe le versioni che il gioco doveva essere seriamente migliorato. Sebbene fosse effettivamente giocabile e cercava di presentare qualcosa di diverso dal terribile primo Fighting Force, questo titolo era così noioso da essere insopportabile dato che non esisteva varietà nel combattere i nemici ed erano assenti l'esplorazione o la profondità.
Jeff Gerstmann di GameSpot affermò che il gioco ha cercato di far ritornare lo stile di Final Fight su Nintendo 64 e PlayStation fornendo schiere di nemici da sconfiggere semplicemente premendo il tasto del pugno. Il primo Fighting Force non era un buon gioco, e questo seguito prendeva la stessa etica di base del picchiaduro e la fonde con un pizzico di lavoro sulla telecamera alla Lara Croft e un po' di spionaggio in stile Metal Gear. Il gioco risulta così migliore dell'originale, ma rimaneva comunque un software incredibilmente noioso. GameSpy lo bocciò ma lo proclamò comunque come divertente vista la concorrenza limitata su Dreamcast, con titoli quali Dynamite Cop e Soul Fighter, e che chi era appassionato del classico sistema "pugno-calcio" della vecchia scuola lo avrebbe apprezzato a cuor leggero. Jeremy Dunham di IGN lo definì difettoso, poco divertente e un passo indietro per i fan che cercavano di riconquistare il gameplay magico di Final Fight e si poteva sicuramente trovare molto di meglio in giro. Doug Perry del medesimo sito ammirò il tentativo di Core di cambiare il formato in uno più intelligente ma il risultato ha finito per peggiorarlo ulteriormente rispetto al primo gioco e che si trovava a metà strada tra Final Fight e Metal Gear Solid.
Blake Fischer della rivista Next Generation ha affermato nel suo numero di febbraio 2000 che la versione per PlayStation era "solida, ma in definitiva poco interessante. Ti stuferai di questo gioco molto prima di completarlo". Nel numero successivo, Jeff Lundrigan della stessa testata definì la versione Dreamcast "la definizione stessa di un gioco a due stelle: 'Forse competente; certamente non ispirato'". Kraig Kujawa di Official U.S. PlayStation Magazine trovò i controlli abbastanza decenti e la possibilità di usare il corpo a corpo o una varietà di armi diverse facevano salire l'azione di un livello rispetto ai titoli d'azione/avventura tradizionali. Anche i luoghi che si potevano visitare erano a volte belli da vedere con alcune stanze che dimostravano quanto un grande artista fosse in grado di rendere la grafica della PSX. Nel complesso, impallidiva rispetto al gameplay, che diventava noioso. I livelli erano troppo lunghi, gli obiettivi mancano di varietà e la trama era in gran parte superficiale.
A causa delle scarse vendite e di una base di fan tutt'altro che soddisfatta, la serie alla fine si è conclusa con questo capitolo. Un terzo gioco era in fase di sviluppo, ma è stato cancellato quando lo studio di sviluppo Core Design è stato chiuso.